# Fagerhult (Uddevalla)
Fagerhult è un'area urbana della Svezia situata nel comune di Uddevalla, contea di Västra Götaland.
La popolazione rilevata nel censimento 2010 era di 353 abitanti .